# アフリカ競技大会ソフトボール競技
アフリカ競技大会ソフトボール競技（アフリカきょうぎたいかいソフトボールきょうぎ）は、アフリカ競技大会におけるソフトボール競技。
これまで、ナイジェリア・アブジャで開催された2003年第8回大会の1回のみ女子ソフトボール種目が実施された。

## 結果

### メダル獲得国
| 回 | 開催年 | 開催地   | チーム数 | 優勝       | 準優勝       | 3位      | 備考     |
| -- | ------ | -------- | -------- | ---------- | ------------ | -------- | -------- |
| 8  | 2003   | アブジャ | 5        | 南アフリカ | ナイジェリア | ウガンダ | [ 注 1 ] |